# Jarno Heinikangas
Jarno Heinikangas (Pori, 5 de março de 1979) é um futebolista finlandês que atua no Turun Palloseura.